# Distretto di Halhal
Il distretto di Halhal è  un distretto dell'Eritrea nella regione dell'Anseba, con capoluogo Halhal.